# 開江仁德橋
開江仁德橋位於四川省達州市開江縣，文物遺址年代判定為清。2012年7月16日公佈為第八批四川省文物保護單位。
開江仁德橋位於四川省達州市開江縣梅家鄉仁德街，橫跨明月河（又名水澄河）上，是古代開江到開縣、梁平、萬州一帶的必經之地，為湖廣填川時來梅家定居的羅氏家族建造。拱橋建於清嘉慶二十年（1815），東西走向，為石質單孔卷拱式拱橋，均用青砂石砌成。橋長40公尺，高16.5公尺，拱跨26公尺，矢高13.5公尺。橋兩端各有石梯31級，坡度64度，每級梯長7.25公尺，寬0.4公尺，兩端橋墩與引橋緊密銜接，引橋與仁德街口相連，橋墩引橋皆為天然石壩敲鏨而成。橋兩側石欄高0.8公尺。由糯米、石灰拌漿錯梓聯接，拱頂橋面微呈弧形，長9.1公尺、寬6.3公尺。開江仁德橋歷經二百年風雨洗禮，結構精巧、造型古樸典雅大氣，具有較高的歷史、藝術、科學價值。2010年，開江仁德橋被達州市人民政府公佈為市級文物保護單位。